# Nati nel 1126
| Questa pagina contiene informazioni ricavate automaticamente dalle voci biografiche con l'ausilio del template Bio e di un bot. L'aggiornamento è periodico e automatico e ricostruisce completamente la pagina. Se manca una persona in questa lista, sei pregato di non aggiungerla, ma accertati piuttosto che la sua voce biografica contenga il template Bio e che i dati anagrafici siano correttamente compilati. Se il template Bio manca, inseriscilo tu stesso o, in alternativa, metti l'avviso {{tmp\|Bio}} che ne segnala la mancanza. Se i dati riportati sono sbagliati, correggi direttamente la voce biografica; le modifiche saranno visibili in questa lista entro pochi giorni. Per chiarimenti vedi il progetto biografie. La lista contiene solo le 7 persone che sono citate nell'enciclopedia e per le quali è stato implementato correttamente il template Bio. Pagina aggiornata al 10 feb 2025. |

- 14 aprile - Averroè, filosofo, medico e matematico arabo († 1198)
- 28 novembre - Michele il Siro, vescovo cristiano orientale e scrittore siro († 1199)
- Giovanni Ducas, generale bizantino († 1200)
- Enrico I di Champagne, conte († 1181)
- Ibn al-Jawzi, giurista, teologo e storico arabo († 1201)
- Abu Madyan Shu'ayb, spagnolo († 1197)
- Sibilla di Borgogna, regina († 1151)